# Конаклище
Конаклище или Хаджиево (на македонска литературна норма: Конаклиште) е бивше село в община Кисела вода на Северна Македония, днес махала на село Драчево.

## Георафия
Конаклище е разположено на десния бряг на Маркова река в областта Торбешия, на 3 km източно от Батинци.

## История
След Междусъюзническата война в 1913 година селото попада в Сърбия.
На етническата си карта от 1927 година Леонард Шулце Йена показва Хаджиево (Hadžievo) като село с неясен етнически състав.
На етническата си карта на Северозападна Македония в 1929 година Афанасий Селишчев отбелязва Хаджиево като българо-албанско село.